# Cyprinodon verecundus
Cyprinodon verecundus là một loài cá thuộc họ Cyprinodontidae. Nó là loài đặc hữu của México.